# Powiat Dunakeszi
Powiat Dunakeszi (węg. Dunakeszi járás) – jeden z piętnastu powiatów komitatu Pest na Węgrzech. Jego powierzchnia wynosi 125,17 km². W 2009 liczył 79 123 mieszkańców (gęstość zaludnienia 632 os./1 km²). Siedzibą władz jest miasto Dunakeszi.

## Miejscowości powiatu Dunakeszi
- Dunakeszi
- Fót
- Göd
- Mogyoród